# Матеуш Поњитка
Матеуш Поњитка (пољ. Mateusz Ponitka; Остров Вјелкополски, 29. август 1993), често правописно неправилно као Понитка, јесте пољски кошаркаш. Игра на позицији крила, а тренутно наступа за Бахчешехир.

## Клупска каријера
Поњитка је рођен и одрастао у Острову Вјелкополском, у којем је почео да игра кошарку. С 17 година, на ол-стар утакмици пољског првенства, Поњитка је победио у такмичењу шутирања тројки. У тој сезони постао је шампион омладинског првенства земље и освајач сребрне медаље на шампионату света до 17 година. Годину дана касније добио је први позив у репрезентацију Пољске.
Поњитка је с 19 година дебитовао у Евролиги за Асеко Проком с 8,8 поена и 3,5 скока у 10 утакмица групне фазе. После статистички добре сезоне за пољски тим, Поњитка је отишао у Белгију, у којој је са Остендеом два пута био шампион. Као стандардни играч у стартној петорци, Поњитка је постигао по 12,7 поена.
Вративши се у пољску лигу, постао је национални шампион и најкориснији играч сезоне, а у Еврокупу је био препознат као звезда у успону са просеком од 13,5 поена и 6,5 скокова по мечу.
У сезони 2016/17. Поњитка је играо за Пинар Каршијаку. Пошто је постао један од бољих играча турске лиге, Поњитка је учествовао у тамошњој Ол-стар утакмици.
У јулу 2017. постао је играч Канаријаса са којим је освојио Интерконтинентални куп. У јулу 2018. прешао је у Локомотиву Кубањ. У ВТБ лиги је одиграо 29 утакмица, где је просечно бележио 9,4 поена, 2 асистенције и 4,7 скокова. У 18 утакмица Еврокупа, његова статистика је била 9,6 поена, 1,7 асистенција и 4,8 скокова.
У јулу 2019. је потписао двогодишњи уговор са Зенитом. У Евролиги постигао 9,1 поен, 4,6 скокова и 1,6 асистенција. У ВТБ лиги постигао је 8,2 поена, 4,1 скок и 1,7 асистенција. Пре почетка сезоне 2020/21, Поњитка је изабран за капитена Зенита. У Евролиги просечно бележио 8,4 поена, 5,2 скока, 3,2 асистенције и 1 украдену лопту по утакмици.
У марту 2022. Поњитка и Зенит су одлучили да споразумно раскину уговор. У августу 2022. потписао је уговор са Ређо Емилијом.
Матеуш Поњитка је из редова Панатинаикоса прешао у београдски Партизан у сезони 2023/24.

## Репрезентативна каријера
Са репрезентацијом Пољске остварио је пласман у полуфинале Европског првенства 2022. године. Поњитка је 14. септембра 2022. у четвртфиналу Европског првенства против Словеније остварио трипл-дабл (26 поена, 16 скокова и 10 асистенција) и тако помогао Пољској да се сензационално пласира у полуфинале (резултат 90 : 87).